# Communauté de communes Giennoises
Die Communauté de communes Giennoises ist ein französischer Gemeindeverband mit der Rechtsform einer Communauté de communes im Département Loiret in der Region Centre-Val de Loire. Sie wurde am 1. Januar 2002 gegründet und umfasst elf Gemeinden. Der Verwaltungssitz befindet sich im Ort Gien.

## Mitgliedsgemeinden
| Gemeinde                          | Einwohner 1. Januar 2022 | Fläche km² | Dichte Einw./km² | Code INSEE | Postleitzahl |
| --------------------------------- | ------------------------ | ---------- | ---------------- | ---------- | ------------ |
| Boismorand                        | 863                      | 25,15      | 34               | 45036      | 45290        |
| Coullons                          | 2.251                    | 78,97      | 29               | 45108      | 45720        |
| Gien                              | 13.431                   | 67,86      | 198              | 45155      | 45500        |
| Langesse                          | 86                       | 8,97       | 10               | 45180      | 45290        |
| Le Moulinet-sur-Solin             | 128                      | 19,37      | 7                | 45218      | 45290        |
| Les Choux                         | 530                      | 33,36      | 16               | 45096      | 45290        |
| Nevoy                             | 1.160                    | 30,75      | 38               | 45227      | 45500        |
| Poilly-lez-Gien                   | 2.464                    | 33,29      | 74               | 45254      | 45500        |
| Saint-Brisson-sur-Loire           | 961                      | 21,86      | 44               | 45271      | 45500        |
| Saint-Gondon                      | 1.046                    | 22,40      | 47               | 45280      | 45500        |
| Saint-Martin-sur-Ocre             | 1.225                    | 15,79      | 78               | 45291      | 45500        |
| Communauté de communes Giennoises | 24.145                   | 357,77     | 67               | –          | –            |